# Cocieri, Dubăsari
Cocieri este satul de reședință al comunei cu același nume din raionul Dubăsari, Republica Moldova. Distanța directă până la orașul Chișinău este de 40 km.

## Istorie
În anul 1772 încep înscrierile în condica bisericească a satului Cocieri – acest an este considerat anul întemeierii satului. Biserica din Cocieri poartă hramul „Minunea Arhanghelului Mihail”. În 1792 în Cocieri erau 279 de locuitori, în 1850 – 800 locuitori, în 1989 – 4.500 locuitori, în 2009 – circa 4.300.
În anul 1892, în satul Cocieri activa o școală parohială. În anul 1935 a fost prima promoție a școlii de 7 ani din Cocieri; iar prima promoție a școlii medii de 10 ani a urmat în 1957. Clădirea actuală a liceului a fost dată în exploatare în noiembrie 1963.
Satul Cocieri a făcut parte, în anii 1922-1924, din
- Republica Sovietică Socialistă Ucraineană – 1922-1924
- Republica Autonomă Sovietică Socialistă Moldovenească, –1924-1940
- Republica Sovietică Socialistă Moldovenească – 1940-1991
  - cu excepția anilor 1941-1944, când a fost sub guvernare româno-germană
- Republica Moldova – 1991-prezent

În 1928, la Cocieri a fost organizat colhozul „Basarabia Roșie”. În vara anului 1936, colhozul din Cocieri și-a procurat primul autocamion ZIS-5 (1,5 tone).
În 1949, în urma exploziei unui obuz de artilerie, au murit 18 premilitari.
În anul 1971, ministrul Culturii din URSS, Ecaterina Furțeva, a deschis solemn Casa de Cultură din Cocieri. 
În timpul războiului din Transnistria din 1992, locuitorii satului au luptat împotriva regimului separatist de la Tiraspol. Unitatea militară a Armatei a 14-a (fostă sovietică) a fost respinsă de sătenii înarmați care doreau să trăiască sub controlul de autorităților legale ale Republicii Moldova. De atunci, Cocieri este centrul administrativ al părții din raionul Dubăsari aflate sub jurisdicția Republicii Moldova (al cărui soviet raional se pronunțase pentru Republica Moldova), în timp ce orașul Dubăsari (al cărui soviet orășenesc se pronunțase pentru regimul de la Tiraspol) este capitala părții separatiste din raionul Dubăsari.

## Populație
Populația totală este estimată la aproximativ 4.500 de locuitori. Din cauza condițiilor economice, aproximativ 800 de săteni au emigrat în alte localități sau țări. La recensământul din anul 2004, populația satului constituia 4.151 de locuitori, dintre care 50,4% bărbați și 49,6% femei. Structura etnică a populației în cadrul satului arăta astfel: 92,19% moldoveni (români), 4,31% ruși, 2,19% ucraineni, 0,58% găgăuzi, 0,26% bulgari, 0,05% evrei, 0,41% alte etnii. În comuna Cocieri au fost înregistrate 1.196 gospodării casnice în anul 2004, iar mărimea medie a unei gospodării era de 3,1 persoane.

## Educație

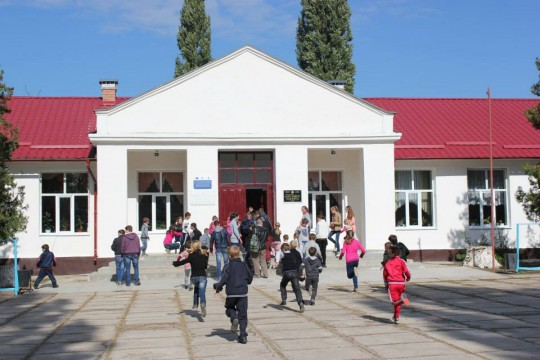
Liceului Teoretic „Vlad Ioviță”

În anul 1963 în sat a fost construită o școală, reorganizată mai târziu în Liceul Teoretic „Vlad Ioviță”. Clădirea de studii este constituită dintr-un singur etaj cu 20 săli de studiu pentru 600 locuri, pe o suprafață de 2.232 metri pătrați. În 2016, în școală erau 27 de cadre didactice și 312 elevi.
Fiindcă localitatea Cocieri se află în zona controlată de Republica Moldova, în școală se folosește alfabetul latin.

### Tineret

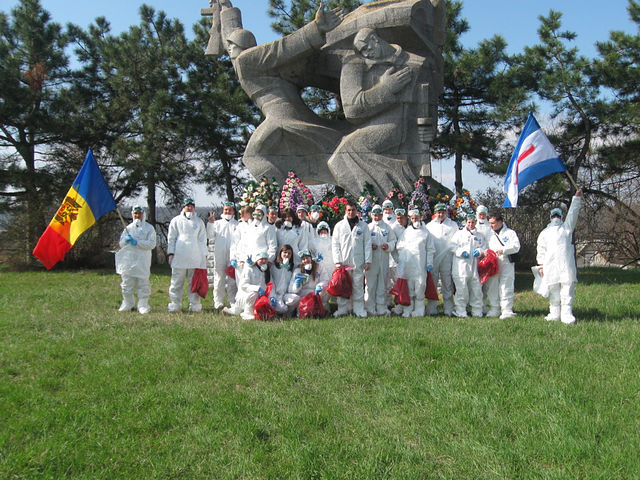
CLT-Cocieri (2011)

În comuna Cocieri a existat în 2009-2012 un „Consiliu local de tineret”, care avea  aproximativ 30 de membri voluntari și a fost creat pe lângă Administrația Publică Locală și Consiliul Raional Dubăsari, ca să asigure participarea activă a tinerilor la viața locală și regională, în special în procesul de luare a deciziilor ce îi privesc.

## Cultură
Instituțiile culturale din s. Cocieri sunt Biblioteca publică, școala de arte, biblioteca publică pentru copii, Casa de cultură, muzeul satului. De asemenea în satul Vasilievca, care intră în componența satului Cocieri, funcționează  o casă de cultură. În Cocieri activează Ansamblului folcloric „Cociereanca”.

## Mass-media
În comuna Cocieri activează postul de televiziune Cocieri TV, înființat în 2010.

## Galerie de imagini

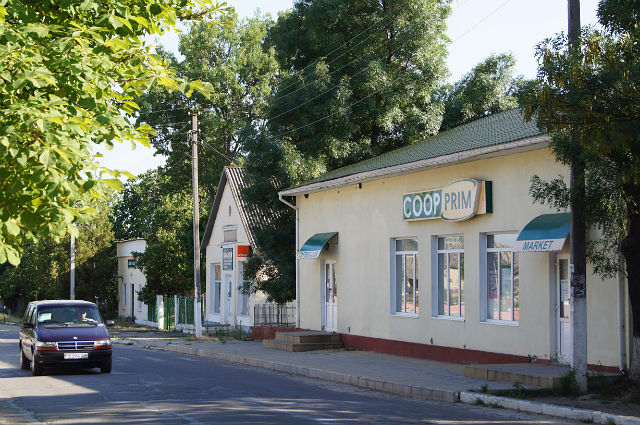
Centrul comercial „COOP Prim”
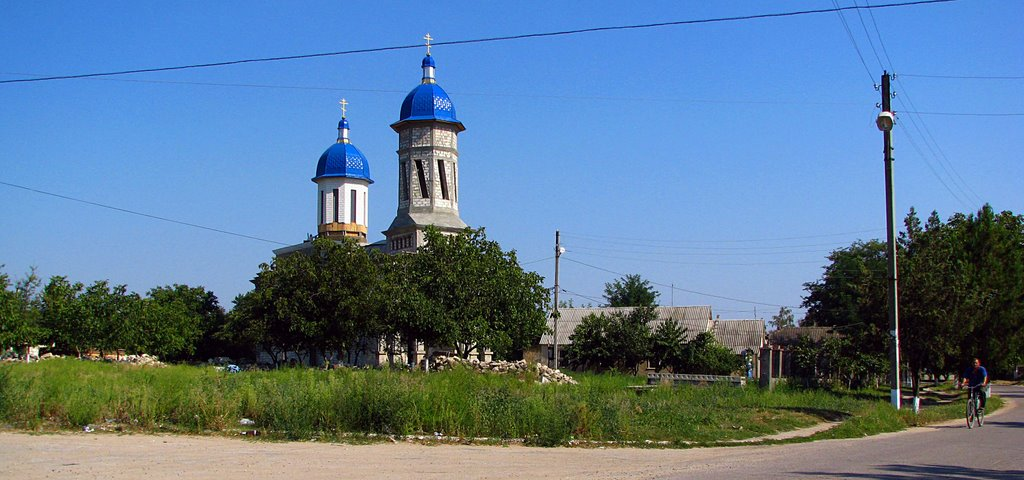
Biserica cu hramul „Minunea Arhanghelului Mihail”, 2007
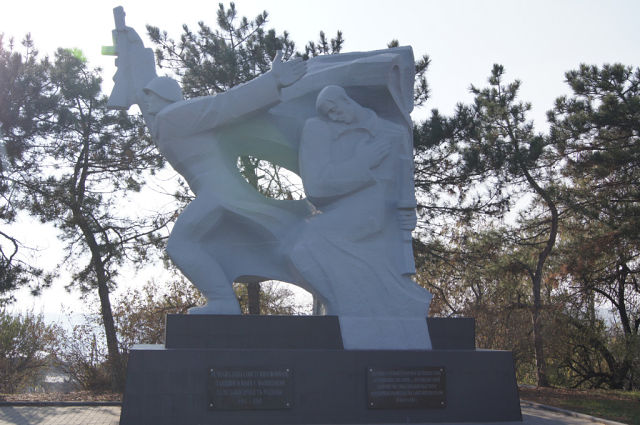
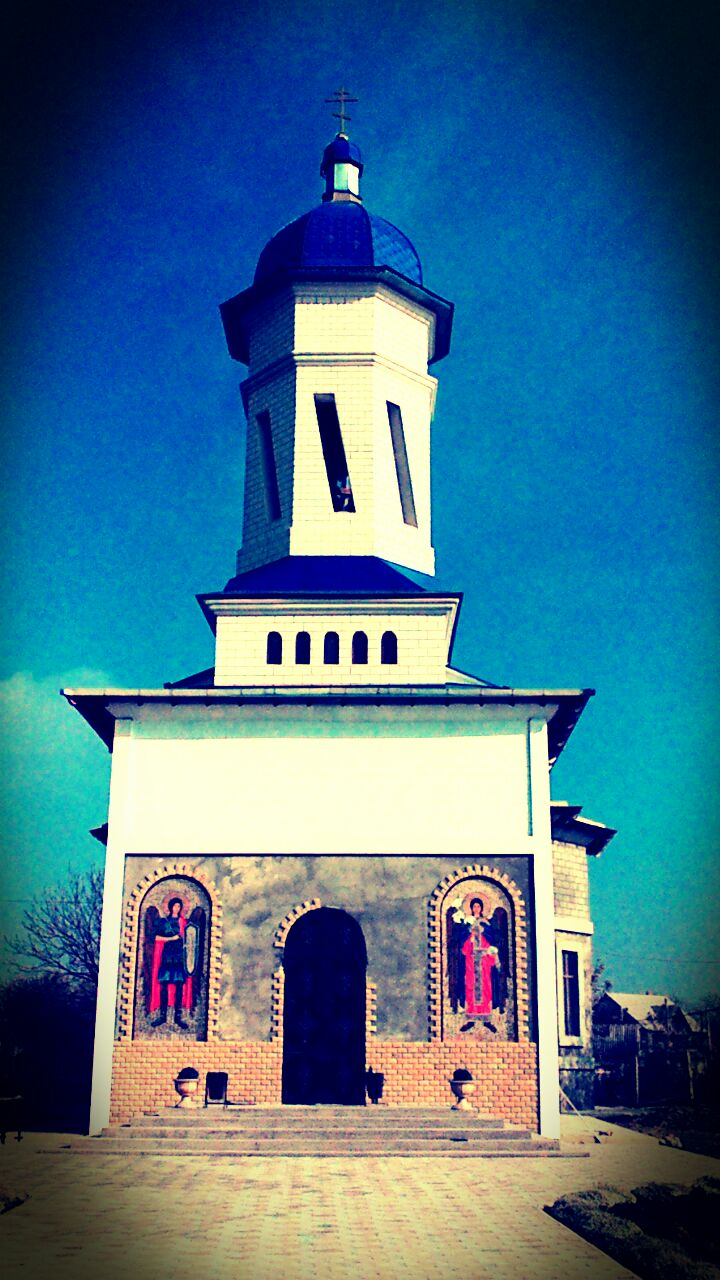